# Gonnesa
Gonnesa (sardinski: Gonnèsa) je grad i općina (comune) u pokrajini Južnoj Sardiniji u regiji Sardiniji, Italija. Nalazi se na nadmorskoj visini od 40 metara i ima 5 033 stanovnika.
 Prostire se na 48,06 km². Gustoća naseljenosti je 105 st/km².
Susjedne općine su: Carbonia, Iglesias i Portoscuso.